# Carl I. Hagen
Carl Ivar Hagen (født 6. maj 1944) er en norsk politiker for Fremskrittspartiet. Han var formand for partiet fra 1978 til 2006, og har været medlem af Stortinget for Oslo siden 1974. Hagen var vicepræsident for Stortinget 2005 – 2009, hvorefter han ikke modtog genvalg til Stortinget. Han har tidligere været medlem af Oslo bystyre (1979–1982, 1987–1991 og 1995–1999), og blev valgt igen hertil i 2011. 